# Marlon Wayans
Marlon Lamont Wayans (New York, 1972. július 23. –) amerikai színész, humorista, forgatókönyvíró és producer.
A Wayans színészcsalád tagjaként először bátyja, Keenen Ivory Wayans Nyasgem! (1988) című filmjében kapott kisebb szerepet. Testvéreivel közösen szerepelt a The Wayans Bros. (1995–1999) című szituációs komédiában, valamint feltűnt olyan vígjátékokban, mint a Horrorra akadva, avagy tudom, kit ettél tavaly nyárson (2000), a Horrorra akadva 2. (2001), a Feketék fehéren (2004), a Kiscsávó (2006), a Norbit (2007) és a Táncfilm (2009). Darren Aronofsky Rekviem egy álomért című 2000-es filmjében a többnyire könnyedebb műfajokban szereplő színész drámai oldalát is megmutatta. 2009-ben játszott a G. I. Joe: A kobra árnyéka című akciófilmben.
A 2010-es években fontosabb filmjei voltak a Női szervek (2013), a Hátborzongat-Lak (2013), a Hátborzongat-Lak 2. (2014), A fekete ötven árnyalata (2016), a Hatos ikrek (2019) és a Felkeverve (2020).
A televízió képernyőjén is aktív színész 2014-ben indította el Funniest Wins címmel saját televíziós vetélkedőjét. 2017-ben jelent meg Marlon című szituációs komédiája, melynek két évadja készült.

## Fiatalkora
1972. július 23-án született New Yorkban, Elvira Alethia (leánykori nevén Green) háztartásbeli és szociális munkás, valamint Howell Stouten Wayans áruházi menedzser gyermekeként. Tíz testvére közül a legfiatalabbként nőtt fel a New York-i Fulton Houses lakónegyedben. Összesen tízen voltak testvérek, öt lánytestvére (Elvira, Vonnie, Nadia, Kim, Diedre) és négy fiútestvére (Dwayne Wayans, Keenen Ivory Wayans, Damon Wayans, Shawn Wayans) van. A Jehova tanúi felekezetébe tartozó szüleiktől a testvérek szigorú nevelést kaptak.
Wayans a New York-i Fiorello H. LaGuardia High School of Music & Art and Performing Arts iskolába járt, amely a Hírnév című filmben vált híressé. A középiskola elvégzése után a washingtoni Howard Egyetem hallgatója volt, de két év után otthagyta a képzést.

## Magánélete
1992 és 2013 között hosszútávú kapcsolatban állt Angela Zackeryvel, és bár egyszer "exfeleségeként" emlegette őt, 2021-ben Wayans megjegyezte, soha nem volt házas. Két gyermekük született: Amai Zackery Wayans (2000. május 24.) és Shawn Howell Wayans (2002. február 3.). 
Közeli barátságban volt Tupac Shakur rapperrel annak 1996-os haláláig. Régóta barátja Omar Epps színésznek is.

## Filmográfia

### Film
Forgatókönyvíró és producer
| Év   | Magyar cím                                             | Eredeti cím                                                              | Feladatkör | Feladatkör |
| Év   | Magyar cím                                             | Eredeti cím                                                              | Író        | Producer   |
| ---- | ------------------------------------------------------ | ------------------------------------------------------------------------ | ---------- | ---------- |
| 1996 | Ne légy barom, míg iszod a dzsúszod a gettóban         | Don't Be a Menace to South Central While Drinking Your Juice in the Hood | Igen       | Vezető     |
| 2000 | Horrorra akadva, avagy tudom, kit ettél tavaly nyárson | Scary Movie                                                              | Igen       | Igen       |
| 2001 | Horrorra akadva 2.                                     | Scary Movie 2                                                            | Igen       | Vezető     |
| 2004 | Feketék fehéren                                        | White Chicks                                                             | Igen       | Igen       |
| 2006 | Kiscsávó                                               | Little Man                                                               | Igen       | Igen       |
| 2009 | Táncfilm                                               | Dance Flick                                                              | Igen       | Igen       |
| 2013 | Hátborzongat-Lak                                       | A Haunted House                                                          | Igen       | Igen       |
| 2014 | Hátborzongat-Lak 2.                                    | A Haunted House 2                                                        | Igen       | Igen       |
| 2016 | A fekete ötven árnyalata                               | Fifty Shades of Black                                                    | Igen       | Igen       |
| 2017 |                                                        | Naked                                                                    | Igen       | Igen       |
| 2019 | Hatos ikrek                                            | Sextuplets                                                               | Igen       | Igen       |
| 2022 | A Bridge Hollow-i átok                                 | The Curse of Bridge Hollow                                               | Nem        | Igen       |

Filmszínész
| Év   | Magyar cím                                             | Eredeti cím                                                              | Szerep                                                      | Magyar hang         | Rendező                 |
| ---- | ------------------------------------------------------ | ------------------------------------------------------------------------ | ----------------------------------------------------------- | ------------------- | ----------------------- |
| 1988 | Nyasgem!                                               | I'm Gonna Git You Sucka                                                  | járókelő                                                    |                     | Keenen Ivory Wayans     |
| 1994 | Dől a lé                                               | Mo' Money                                                                | Seymour Stewart                                             | Minárovits Péter    | Peter MacDonald         |
| 1994 | Harlemi ziccer (Túl a palánkon)                        | Above the Rim                                                            | Bug                                                         |                     | Jeff Pollack            |
| 1996 | Ne légy barom, míg iszod a dzsúszod a gettóban         | Don't Be a Menace to South Central While Drinking Your Juice in the Hood | Lő Dög                                                      | Kálid Artúr         | Paris Barclay           |
| 1997 | Kulcsjátékos                                           | The Sixth Man                                                            | Kenny Tyler                                                 | Viczián Ottó        | Randall Miller          |
| 1998 | Az érzékek borzadalma                                  | Senseless                                                                | Darryl Witherspoon                                          | Kálid Artúr         | Penelope Spheeris       |
| 2000 | Rekviem egy álomért                                    | Requiem for a Dream                                                      | Tyrone C. Love                                              | Kálid Artúr         | Darren Aronofsky        |
| 2000 | Horrorra akadva, avagy tudom, kit ettél tavaly nyárson | Scary Movie                                                              | Kurta                                                       | Hevér Gábor         | Keenen Ivory Wayans (2) |
| 2000 | Plüssmaci kalandjai                                    | The Tangerine Bear                                                       | Louie Blue (hangja)                                         | Kerekes József      | Bert Ring               |
| 2000 | Sárkányok háborúja                                     | Dungeons & Dragons                                                       | Snails                                                      | Sárközi József      | Courtney Solomon        |
| 2001 | Horrorra akadva 2.                                     | Scary Movie 2                                                            | Kurta                                                       | Hevér Gábor         | Keenen Ivory Wayans (3) |
| 2004 | Betörő az albérlőm                                     | The Ladykillers                                                          | Gawain MacSam                                               | Simonyi Balázs      | Ethan és Joel Coen      |
| 2004 | Feketék fehéren                                        | White Chicks                                                             | Marcus Copeland                                             | Hevér Gábor         | Keenen Ivory Wayans (4) |
| 2006 | Kiscsávó                                               | Little Man                                                               | Calvin                                                      | Kálloy Molnár Péter | Keenen Ivory Wayans (5) |
| 2007 | Norbit                                                 | Norbit                                                                   | Buster                                                      | Hevér Gábor         | Brian Robbins           |
| 2009 | Táncfilm                                               | Dance Flick                                                              | Mr. Moody                                                   | Sárközi József      | Damien Dante Wayans     |
| 2009 | G. I. Joe: A kobra árnyéka                             | G.I. Joe: The Rise of Cobra                                              | Wallace 'Kioldó' Weems                                      | Kálid Artúr         | Stephen Sommers         |
| 2010 | Marmaduke – A kutyakomédia                             | Marmaduke                                                                | Villám (hangja)                                             | Scherer Péter       | Tom Dey                 |
| 2013 | Hátborzongat-Lak                                       | A Haunted House                                                          | Malcolm Johnson                                             | Szabó Máté          | Michael Tiddes          |
| 2013 | Női szervek                                            | The Heat                                                                 | Levy                                                        | Kálid Artúr         | Paul Feig               |
| 2014 | Hátborzongat-Lak 2.                                    | A Haunted House 2                                                        | Malcolm Johnson                                             | Szabó Máté          | Michael Tiddes (2)      |
| 2016 | A fekete ötven árnyalata                               | Fifty Shades of Black                                                    | Christian Black                                             | Kálid Artúr         | Michael Tiddes (3)      |
| 2017 |                                                        | Naked                                                                    | Rob Anderson                                                |                     | Michael Tiddes (4)      |
| 2019 | Hatos ikrek                                            | Sextuplets                                                               | Alan / Russel / Ethan / Lynette / Jaspar / Dawn / Bébi Pete | Welker Gábor        | Michael Tiddes (5)      |
| 2020 | Felkeverve                                             | On the Rocks                                                             | Dean                                                        |                     | Sofia Coppola           |
| 2021 | Respect                                                | Respect                                                                  | Ted White                                                   | László Zsolt        | Liesl Tommy             |
| 2022 | A Bridge Hollow-i átok                                 | The Curse of Bridge Hollow                                               | Howard Gordon                                               | Kálid Artúr         | Jeff Wadlow             |
| 2023 | Air – Harc a legendáért                                | Air                                                                      | George Raveling                                             | Kálid Artúr         | Ben Affleck             |

## Fordítás
- Ez a szócikk részben vagy egészben  a   Marlon Wayans című angol Wikipédia-szócikk fordításán alapul.  Az eredeti cikk szerkesztőit annak laptörténete sorolja fel. Ez a jelzés csupán a megfogalmazás eredetét és a szerzői jogokat jelzi, nem szolgál a cikkben szereplő információk forrásmegjelöléseként.